# 陳俊霖
陳俊霖（1982年10月19日—），中華民國政治人物，新北市三重區人，台灣民眾黨籍。曾任新加坡台灣小夜市項目總監、前中華民國知誠慈善協會發言人。父親為七屆新北市三重區長泰里里長陳文禮。
2022年新北市議員選舉未當選，但以一個素人參政的成績上，是非常突出的表現。得票率高達5%。
2023年7月將台灣的美食文化帶入新加坡，與錸德集團、力麗集團、泰克集團共同成立「長征國際投資股份有限公司」與新加坡當地的餐飲集團「肥雄集團」在新加坡市中心烏節路商圈的商場內成立「台灣小夜市」，拉起一陣新加坡的台灣熱潮。也成功的幫一個黃昏商場在2023年下半年度帶入大量的人潮。將台灣夜市搬入新加坡的傳奇故事。

## 選舉紀錄
| 年度 | 選舉屆數             | 選舉區           | 所屬政黨   | 得票數 | 得票率 | 當選標記 | 備註 |
| ---- | -------------------- | ---------------- | ---------- | ------ | ------ | -------- | ---- |
| 2022 | 第四屆新北市議員選舉 | 新北市第四選舉區 | 臺灣民眾黨 | 14,568 | 5.45%  |          |      |

## 軼聞
2022年8月18日，陳俊霖競選總部服務處人員在競選總部門口機車格發現一枚彈殼，經警方查證，那枚彈殼是道具槍空包彈，外觀斑駁老舊，有遭車輛輾過的跡象。

## 政治評價
台北市市長柯文哲在三重蘆洲舉辦「柯友友客廳會」時，對陳俊霖的評價是：「陳俊霖是個很認真的年輕人，不僅年輕有幹勁，做事認真，對的事就會做到底。」
在同場活動，立法委員蔡壁如也說：「陳俊霖這個年輕人真的是很有熱情，非常關注公共事務，在四大公投時，與陳俊霖一大早就在台北橋向大眾街講，感受到他真的是一位對公共事務很有熱情的年輕人。」

## 外部連結
台灣民眾黨官網陳俊霖簡介 （页面存档备份，存于）
陳俊霖的facebook專頁 （页面存档备份，存于）
陳俊霖的Instagram專頁 （页面存档备份，存于）